# Sébastien Ogier

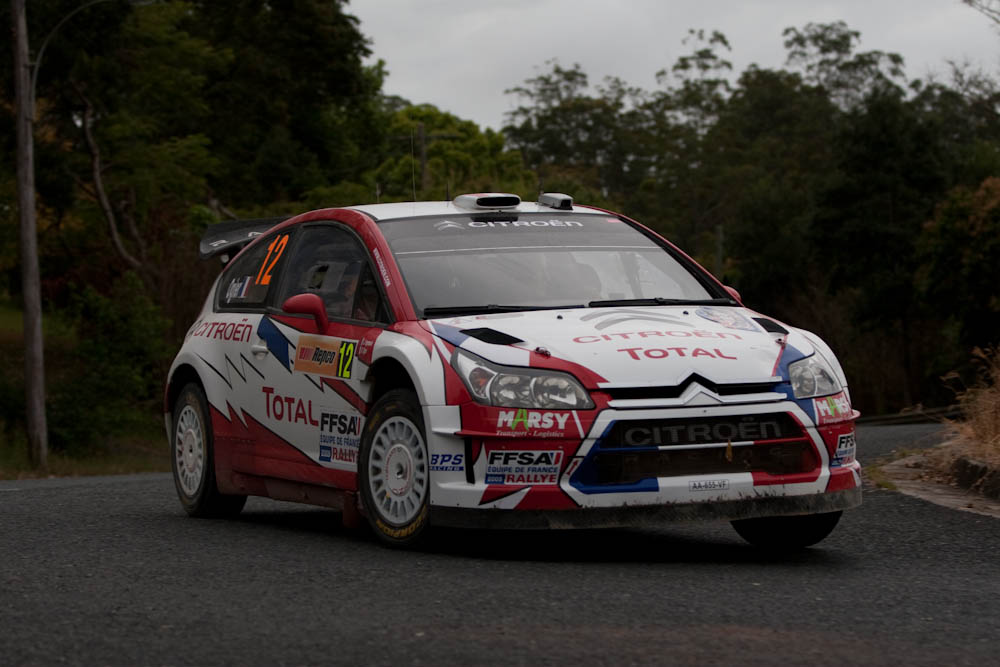
Ogier en 2009 con el Citroën C4 WRC.

Sébastien Eugène Emile Ogier (Gap, Francia; 17 de diciembre de 1983) es un piloto de rallies francés. Ha obtenido 50 victorias y 8 títulos en el Campeonato Mundial de Rally, por lo que es el segundo piloto con más entorchados mundiales en WRC después de Sébastien Loeb (9 títulos). También obtuvo el Campeonato Mundial de Rally Junior en 2008.
Compitió con el equipo Citroën en 2009 y 2010, con el que resultó cuarto y tercero respectivamente. En 2012 fichó por Volkswagen, con el que realizó una temporada de transición compitiendo con un Škoda Fabia S2000. Desde la temporada 2013 pilotó el Volkswagen Polo R WRC, con el que obtuvo cuatro títulos mundiales. En 2017 llega a M-Sport, equipo con el que consigue su quinto y sexto mundial. En 2019 vuelve a Citroën, siendo Red Bull su principal patrocinador.
Desde 2014 está casado con la presentadora de TV alemana Andrea Kaiser

## Trayectoria
Ogier ganó la Copa Peugeot 206 Francia en 2007, lo que provocó que fuera a participar en sus primeras pruebas con un World Rally Car. En el 2008, se proclamó campeón del Campeonato Mundial de Rally Junior con un Citroën C2 S1600 del equipo de la FFSA, logrando tres victorias en seis carreras. Asimismo, consiguió el octavo puesto absoluto en el Rally México. En la fecha final de Gran Bretaña debutó en la clase mayor con un Citroën C4 WRC.

### Citroën: 2009-2011
Ogier fichó por el Citroën Junior Team para el Campeonato Mundial de Rally 2009, año donde consigue un segundo puesto en el Rally de Grecia su primer podio en el mundial. Al finalizar la temporada, Ogier, cosechó 24 puntos colocándose octavo en la general del mundial.
En 2009 participó también en el Rally de Montecarlo, que ese año era puntuable para el Intercontinental Rally Challenge, donde logra la victoria con el equipo'BF Goodrich Drivers Team.

#### 2010
La temporada 2010, resulta la de su eclosión como piloto. Sigue compitiendo con el Citroën Junior Team, pero la marca francesa le premia dejándole competir en tres pruebas con el equipo oficial. Consigue varios podios y su primera victoria como piloto en el mundial: el Rally de Portugal. Finalizó cuarto en la clasificación general mejorando el octavo puesto del año anterior.

#### 2011
En la temporada 2011 y tras la salida de Sordo del equipo, Ogier se hace definitivamente con un asiento en el equipo y compite junto a Loeb como pilotos oficiales de Citroën. Logró cinco victorias y consiguió situarse segundo tras la victoria en Alemania, pero dos abandonos y un undécimo puesto en Australia, lo alejaron de la lucha por el título. Con todo finaliza tercero en el mundial, mejorando su cuarto puesto del año anterior.
Al finalizar la temporada Ogier rompe lazos con el equipo Citroën y ficha por Volkswagen, con el que competirá en la temporada 2013. Para 2012 realizará la temporada a bordo de un Škoda Fabia S2000.

### Volkswagen: (2012-2016)

#### 2012
La temporada 2012 comenzó en el Rally de Montecarlo, prueba que regresaba al mundial, donde se estrenó con el Škoda Fabia S2000. Ogier comenzó el rally realizando buenos tiempos, situándose sexto en el noveno tramo hasta que tuvo que abandonar tras un accidente en el décimo tramo. Su copiloto Ingrassia, sufrió un duro golpe y se lesionó el brazo derecho, aunque sin graves consecuencias, que no le impidieron competir en el siguiente rally: Suecia. En la prueba nórdica Ogier, finalizó en decimoprimera posición, siendo el primero de los S2000 que finalizaron. Sin embargo, esto no le bastó para poder sumar los primeros puntos en el campeonato.
En la penúltima prueba del año, en Cerdeña, logró la quinta posición y marcó el mejor tiempo en el quinto tramo, hecho que supone el primer scratch para un vehículo Super 2000 en la historia del campeonato del mundo.

#### 2013
En la primera cita del año, Montecarlo, Ogier logró dar al Polo WRC su primer scratch y su primer podio al finalizar en la segunda posición. En Suecia logró la victoria y consiguió dos hitos: se convirtió en el segundo piloto no nórdico, tras su compatriota Sébastien Loeb en 2004, en ganar el Rally de Suecia y dio al Volkswagen Polo R WRC la primera victoria en el campeonato del mundo, siendo además la primera vez que dicho coche corría en Suecia. El primer puesto y los puntos extra logrados en el powerstage le valieron también para situarse líder del mundial con 46 puntos.

En octubre, durante el Rally de Francia, se proclamó campeón de la temporada incluso antes de iniciar el recorrido del primer tramo cronometrado, ya que su rival más próximo en la búsqueda del campeonato, Thierry Neuville, necesitaba haberlo ganado para poder conseguir el mínimo de puntos que le hubiera permitido seguir disputando el campeonato; sin embargo, el ganador del tramo fue el español Dani Sordo. Culminó la temporada con nueve victorias y dos segundos puestos en 13 carreras.

#### 2014
Se coronó campeón mundial por segunda vez, luego de vencer a su compañero de equipo Jari-Matti Latvala en el rally de España. Acumuló ocho victorias y dos segundos puestos en 13 pruebas.

#### 2015
Se coronó campeón del mundo por tercer año consecutivo en el Rally de Australia. Consiguió siete victorias y dos segundos puestos en 13 carreras

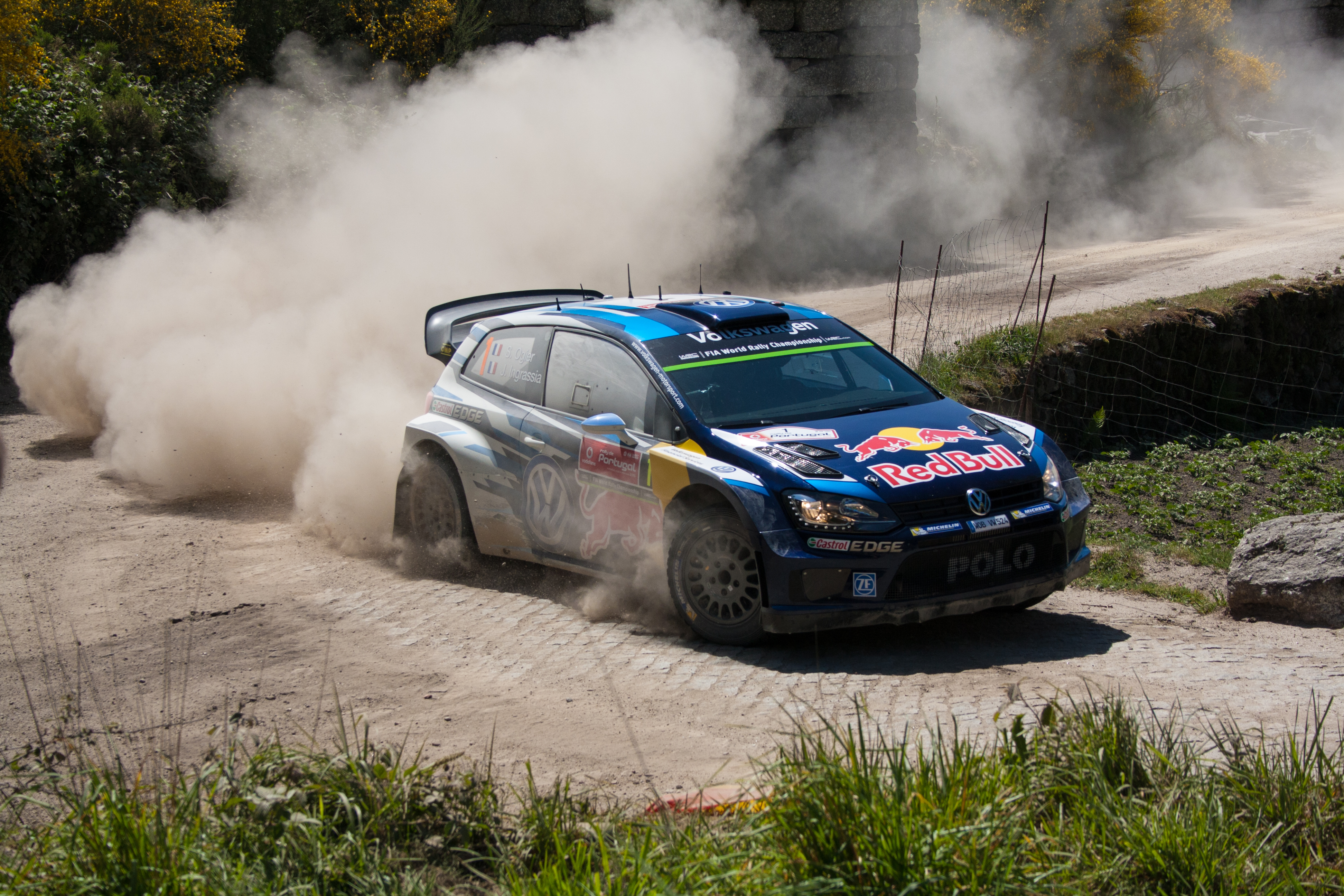
Rally de Portugal de 2015, en el tramo de Marão.

#### 2016
Ogier inició la temporada 2016 con triunfos en el Rally de Montecarlo y el Rally de Suecia. Más adelante venció en el Rally de Alemania. Se coronó campeón del mundo en España, llegando a los 4 campeonatos.

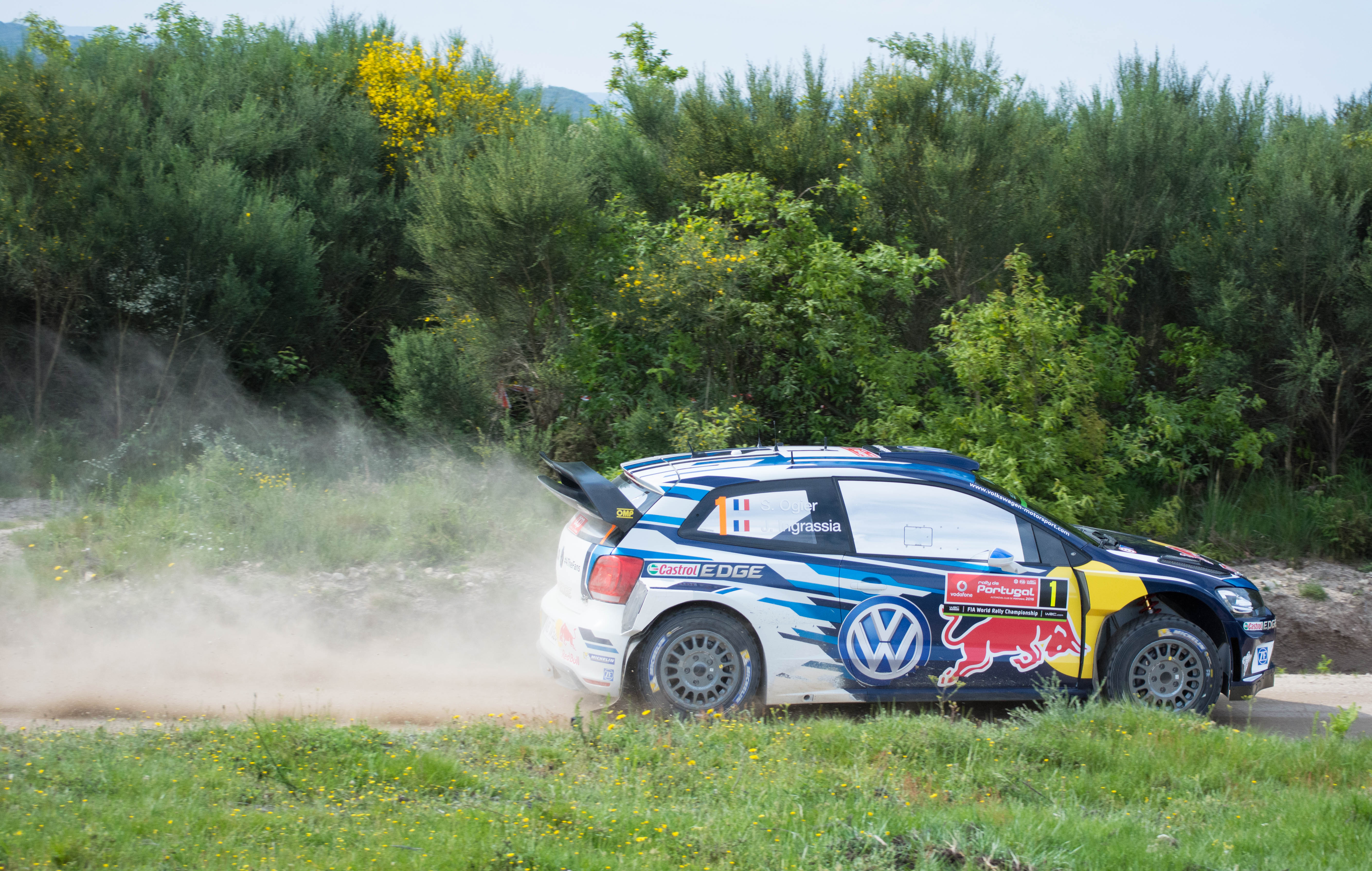
Rally de Portugal de 2016, en el tramo de Baião.

### M-Sport (2017-2018)

#### 2017
Ante el retiro de Volkswagen para la temporada 2017, Ogier se incorporó al equipo semioficial M-Sport. A bordo de un Ford Fiesta WRC, obtuvo dos victorias y nueve podios en trece carreras. Así, se consagró campeón por quinta vez consecutiva ante Thierry Neuville.

### Resistencia
El primer acercamiento de Sébastien Ogier con la resistencia se dio en julio de 2020, aprovechando el parón del campeonato debido a la pandemia de Covid-19, Ogier pasó dos días en las instalaciones de Toyota Gazoo Racing Europe en Alemania, en donde tuvo el placer de usar el simulador del Toyota TS050 Hybrid.
El 13 de agosto de 2021, Sébastien Ogier anunció que pilotaría el nuevo Hypercar de Toyota, el Toyota GR010 Hybrid en unos test programados para noviembre de ese año. Como preparativo para el test, en octubre, Ogier fue a las instalaciones que Toyota tiene en Colonia, Alemania para probar el simulador basado en el GR010 Hybrid con el objetivo de hacer su asiento a medida y descubrir el funcionamiento del vehículo. Finalmente el 7 de noviembre en los tests oficiales de rookies del Campeonato del Mundo de Resistencia, Ogier piloto por primera vez el GR010 Hybrid, dio 84 vueltas repartidas entre la mañana (32 vueltas) y la tarde (52 vueltas) marcando 1:50.647 como su mejor vuelta personal, esa vuelta fue 1.2 segundos más lenta que la vuelta rápida marcada el día anterior en las 8 Horas de Baréin.
El 31 de enero de 2022, se anunció el fichaje de Sébastien Ogier por el Richard Mille Racing Team para correr en la temporada 2022 del Campeonato Mundial de Resistencia en la categoría LMP2 en un Oreca 07-Gibson. En una formación 100% francesa, Ogier compartira vehículo con dos jóvenes pilotos, Charles Milesi, ganador de las 24 Horas de Le Mans y campeón mundial de resistecia en la categoría LMP2 en 2021 y Lilou Wadoux, la primera mujer en ganar una carrera en la Alpine Elf Europa Cup.
En su primera prueba a bordo del Oreca 07-Gibson, en Sebring, Ogier fue el tercer relevo del equipo, tomando las riendas del automóvil en la tercera hora de carrera hasta la primera bandera roja debido al accidente de José María López. Su segundo turno en el automóvil llegó en la última hora de carrera, en la cual debía llevar el coche hasta la bandera a cuadros pero nuevamente otra bandera roja alteró los planes, la carrera se reanudó bajo safety car a falta de 30 minutos para el final pero otra bandera roja debido a las condiciones climaticas hicieron que la carrera se detuviera y se diera por finalizada. Ogier no pudo exprimir el Oreca 07 debido a que no pudo encontrar su ritmo con el automóvil, sumado a problemas con los frenos y el balance del automóvil.
El 21 de junio, varios días después de las 24 Horas de Le Mans, Ogier anunció por redes sociales que no completará la temporada del WEC tras su participación en la clásica francesa. Con el objetivo de descansar y preparar varios rallyes, dejara de parcipar en resistencia por lo que resta de la temporada 2022. Su reemplazó en el Richard Mille Racing Team será su compatriota Paul-Loup Chatin quien tomara su lugar en las tres rondas restantes del campeonato.

## Palmarés

### Títulos
| Año  | Título                    | Automóvil             |
| ---- | ------------------------- | --------------------- |
| 2008 | Campeonato Mundial Junior | Citroën C2 S1600      |
| 2013 | Campeonato Mundial        | Volkswagen Polo R WRC |
| 2014 | Campeonato Mundial        | Volkswagen Polo R WRC |
| 2015 | Campeonato Mundial        | Volkswagen Polo R WRC |
| 2016 | Campeonato Mundial        | Volkswagen Polo R WRC |
| 2017 | Campeonato Mundial        | Ford Fiesta WRC       |
| 2018 | Campeonato Mundial        | Ford Fiesta WRC       |
| 2020 | Campeonato Mundial        | Toyota Yaris WRC      |
| 2021 | Campeonato Mundial        | Toyota Yaris WRC      |

## Resultados

### Campeonato Mundial de Rally
| Año  | Equipo                        | Vehículo               | 1       | 2       | 3       | 4      | 5       | 6       | 7      | 8       | 9       | 10     | 11     | 12      | 13      | 14    | 15     | Pos. | Puntos |
| ---- | ----------------------------- | ---------------------- | ------- | ------- | ------- | ------ | ------- | ------- | ------ | ------- | ------- | ------ | ------ | ------- | ------- | ----- | ------ | ---- | ------ |
| 2008 | Equipe de France FFSA         | Citroën C2 S1600       | MON     | SWE     | MEX 8   | ARG    | JOR 11  | ITA 22  | GRE    | TUR     |         | GER 19 | NZL    | ESP Ret | FRA 20  | JPN   |        | 19º  | 1      |
| 2008 | Sébastien Ogier               | Citroën C2 R2          |         |         |         |        |         |         |        |         | FIN 35  |        |        |         |         |       |        | 19º  | 1      |
| 2008 | Equipe de France FFSA         | Citroën C4 WRC         |         |         |         |        |         |         |        |         |         |        |        |         |         |       | GBR 26 | 19º  | 1      |
| 2009 | Citroën Junior Team           | Citroën C4 WRC         | IRE 6   | NOR 10  | CYP Ret | POR 17 | ARG 7   | ITA Ret | GRE 2  | POL Ret | FIN 6   | AUS 5  | ESP 5  | GBR Ret |         |       |        | 8º   | 24     |
| 2010 | Citroën Junior Team           | Citroën C4 WRC         | SWE 5   | MEX 3   | JOR 6   | TUR 4  | NZL 2   | POR 1   | BUL 4  |         | DEU 3   |        | FRA 6  | ESP 10  |         |       |        | 4º   | 167    |
| 2010 | Citroën World Rally Team      | Citroën C4 WRC         |         |         |         |        |         |         |        | FIN 2   |         | JPN 1  |        |         | GBR Ret |       |        | 4º   | 167    |
| 2011 | Citroën World Rally Team      | Citroën DS3 WRC        | SWE 4   | MEX Ret | POR 1   | JOR 1  | ITA 4   | ARG 3   | GRE 1  | FIN 3   | GER 1   | AUS 11 | FRA 1  | ESP Ret | GBR 11  |       |        | 3º   | 196    |
| 2012 | Volkswagen Motorsport         | Škoda Fabia S2000      | MON Ret | SWE 11  | MEX 8   | POR 7  | ARG 7   | GRE 7   | NZL    | FIN 10  | DEU 6   | GBR 12 | FRA 11 | ITA 5   | ESP Ret |       |        | 10º  | 41     |
| 2013 | Volkswagen Motorsport         | Volkswagen Polo R WRC  | MON 2   | SWE 1   | MEX 1   | POR 1  | ARG 2   | GRE 10  | ITA 1  | FIN 1   | DEU 17  | AUS 1  | FRA 1  | ESP 1   | GBR 1   |       |        | 1º   | 265    |
| 2014 | Volkswagen Motorsport         | Volkswagen Polo R WRC  | MON 1   | SWE 6   | MEX 1   | POR 1  | ARG 2   | ITA 1   | POL 1  | FIN 2   | DEU Ret | AUS 1  | FRA 13 | ESP 1   | GBR 1   |       |        | 1º   | 267    |
| 2015 | Volkswagen Motorsport         | Volkswagen Polo R WRC  | MON 1   | SWE 1   | MEX 1   | ARG 17 | POR 2   | ITA 1   | POL 1  | FIN 2   | DEU 1   | AUS 1  | FRA 15 | ESP Ret | GBR 1   |       |        | 1º   | 263    |
| 2016 | Volkswagen Motorsport         | Volkswagen Polo R WRC  | MON 1   | SWE 1   | MEX 2   | ARG 2  | POR 3   | ITA 3   | POL 6  | FIN 24  | DEU 1   | CHN C  | FRA 1  | ESP 1   | GBR 1   | AUS 2 |        | 1º   | 268    |
| 2017 | M-Sport World Rally Team      | Ford Fiesta WRC        | MON 1   | SWE 3   | MEX 2   | FRA 2  | ARG 4   | POR 1   | ITA 5  | POL 3   | FIN Ret | GER 3  | ESP 2  | GBR 3   | AUS 4   |       |        | 1º   | 234    |
| 2018 | M-Sport Ford World Rally Team | Ford Fiesta WRC        | MON 1   | SWE 10  | MEX 1   | FRA 1  | ARG 4   | POR Ret | ITA 2  | FIN 5   | GER 4   | TUR 10 | GBR 1  | ESP 2   | AUS 5   |       |        | 1º   | 219    |
| 2019 | Citroën Total WRT             | Citroën C3 WRC         | MON 1   | SWE 29  | MEX 1   | FRA 2  | ARG 3   | CHL 2   | POR 3  | ITA 41  | FIN 5   | GER 7  | TUR 1  | GBR 3   | ESP 8   | AUS C |        | 3º   | 217    |
| 2020 | Toyota Gazoo Racing WRT       | Toyota Yaris WRC       | MON 2   | SWE 4   | MEX 1   | EST 3  | TUR Ret | ITA 3   | MNZ 1  |         |         |        |        |         |         |       |        | 1º   | 122    |
| 2021 | Toyota Gazoo Racing WRT       | Toyota Yaris WRC       | MON 1   | ART 20  | CRO 1   | POR 3  | ITA 1   | SAF 1   | EST 4  | BEL 5   | GRE 3   | FIN 5  | ESP 4  | MNZ 1   |         |       |        | 1º   | 230    |
| 2022 | Toyota Gazoo Racing WRT       | Toyota GR Yaris Rally1 | MON 2   | SWE     | CRO     | POR 51 | ITA     | SAF 4   | EST    | FIN     | BEL     | GRE    | NZL 2  | ESP 1   | JPN 4   |       |        | 6º   | 97     |
| 2023 | Toyota Gazoo Racing WRT       | Toyota GR Yaris Rally1 | MON 1   | SWE     | MEX 1   | CRO 5  | POR     | ITA 14  | SAF 1  | EST     | FIN     | GRE 10 | CHL    | EUR 4   | JPN 2   |       |        | 5º   | 133    |
| 2024 | Toyota Gazoo Racing WRT       | Toyota GR Yaris Rally1 | MON 2   | SWE     | SAF     | CRO 1  | POR 1   | ITA 2   | POL WD | LAT 2   | FIN 1   | GRE 16 | CHL 36 | EUR Ret | JPN 2   |       |        | 4º   | 191    |

- * Temporada en curso.

### Campeonato Mundial Junior
| Año  | Equipo                | Automóvil        | 1     | 2     | 3     | 4     | 5       | 6     | Pos. | Puntos |
| ---- | --------------------- | ---------------- | ----- | ----- | ----- | ----- | ------- | ----- | ---- | ------ |
| 2008 | Equipe de France FFSA | Citroën C2 S1600 | MEX 1 | JOR 1 | ITA 5 | GER 1 | ESP Ret | FRA 2 | 1º   | 42     |

### IRC
| Año  | Equipo                   | Automóvil         | 1       | 2   | 3   | 4   | 5        | 6   | 7   | 8   | 9   | 10  | 11  | 12  | Pos. | Puntos |
| ---- | ------------------------ | ----------------- | ------- | --- | --- | --- | -------- | --- | --- | --- | --- | --- | --- | --- | ---- | ------ |
| 2009 | BF Goodrich Drivers Team | Peugeot 207 S2000 | MON 1   | CUR | KEN | AZO | YPR      | RUS | MAD | BCZ | AST | SAN | ESC |     | 8º   | 10     |
| 2010 | Sébastien Ogier          | Peugeot 207 S2000 | MON Ret | CUR | ARG | CAN | ITAL Ret | YPR | AZO | MAD | BCZ | SAN | ESC | CYP | –    | 0      |

### Deutsche Tourenwagen Masters
(Clave) (negrita indica pole position) (cursiva indica vuelta rápida)

| Año     | Equipo | Automóvil            | 1     | 2     | 3     | 4     | 5     | 6     | 7     | 8     | 9     | 10    | 11    | 12    | 13    | 14    | 15    | 16    | 17       | 18       | 19    | 20    | Pos. | Puntos |
| ------- | ------ | -------------------- | ----- | ----- | ----- | ----- | ----- | ----- | ----- | ----- | ----- | ----- | ----- | ----- | ----- | ----- | ----- | ----- | -------- | -------- | ----- | ----- | ---- | ------ |
| 2018    | HWA AG | Mercedes-AMG C63 DTM | HOC 1 | HOC 2 | LAU 1 | LAU 2 | HUN 1 | HUN 2 | NOR 1 | NOR 2 | ZAN 1 | ZAN 2 | BRH 1 | BRH 2 | MIS 1 | MIS 2 | NÜR 1 | NÜR 2 | SPL 1 12 | SPL 2 17 | HOC 1 | HOC 2 | NC†  | 0†     |
| Fuente: |        |                      |       |       |       |       |       |       |       |       |       |       |       |       |       |       |       |       |          |          |       |       |      |        |

- † Como piloto invitado, no fue apto para puntuar.

### Campeonato Mundial de Resistencia de la FIA
(Clave) (negrita indica pole position) (cursiva indica vuelta rápida)

| Año  | Escudería                 | Clase | Automóvil | Motor                 | 1   | 2   | 3   | 4   | 5   | 6   | Pos. | Puntos |
| ---- | ------------------------- | ----- | --------- | --------------------- | --- | --- | --- | --- | --- | --- | ---- | ------ |
| 2022 | Richard Mille Racing Team | LMP2  | Oreca 07  | Gibson GK428 4.2 L V8 | SEB | SPA | LMS | MNZ | FUJ | BHR | 16.º | 20     |
| 2022 | Richard Mille Racing Team | LMP2  | Oreca 07  | Gibson GK428 4.2 L V8 | 12  | 8   | 6   |     |     |     | 16.º | 20     |

- * Temporada en curso.

| Predecesor: Ott Tänak      | Campeón Mundial de Rally 2020 - 2021 | Sucesor: Kalle Rovanperä |
| Predecesor: Sébastien Loeb | Campeón Mundial de Rally 2013 - 2018 | Sucesor: Ott Tänak       |